# Argant
L'argant est une ancienne variété de raisin de cuve rouge. Ce cépage est originaire d'Espagne et a été introduit dans l'est de la France par les Romains. Autrefois très cultivé, il ne reste que peu de plantations actuellement. Ce cépage fut commun dans le sud-ouest de l'Allemagne et en Autriche sous le nom Gänsfüßer (pied d'oie ou pédauque).

## Croisement
Une analyse ADN a montré que le cépage romain était un croisement naturel du pinot noir et de l'argant.

## Synonymes
Ce cépage est aussi connu sous les noms de:
- Argan
- Blaue Gansfuesser
- Blauer Gansfüsser
- Blauer Gaensfuesser
- Bockshorn
- Buchser
- Erlenbacher
- Espagnol
- Gaensfuessel
- Gänsfüßer (Gaensfuesser)
- Gaensfuesser Blau
- Gaensfuesser Blauer
- Gänsfüßler (Gaensfuessler)
- Gros Margilien Espagnol
- Gros Margillien
- Gros Margillien Arbois
- Grossrote
- Margilien
- Margillien
- Margillin
- Rouillot
- Schwarzer Erlenbacher
- Spitzblaettrige Garidelitraube
- Tokai Chernyi
- Tokai Rannii